# هيندريك إرنست
هيندريك إرنست (بالألمانية: Henrik Ernst)‏ (مواليد 2 سبتمبر 1986 في ألمانيا) لاعب كرة قدم ألماني يلعب حاليا لصالح نادي الدرجة الأولى هانوفر الألماني منذ 2007 في مركز الوسط المحوري .

## روابط خارجية
- هيندريك إرنست على موقع قاعدة بيانات كرة القدم.إي يو (الإنجليزية)
- هيندريك إرنست على موقع بيانات كرة القدم. دي إي (الألمانية)
- هيندريك إرنست على موقع Soccerway.com (الإنجليزية)
- هيندريك إرنست على موقع عالم كرة القدم.نت (الإنجليزية)
- هيندريك إرنست على موقع كووورة